# Bolusia ervoides
Bolusia ervoides là một loài thực vật có hoa trong họ Đậu. Loài này được (Baker) Torre miêu tả khoa học đầu tiên.